# Paul Leopold Haffner

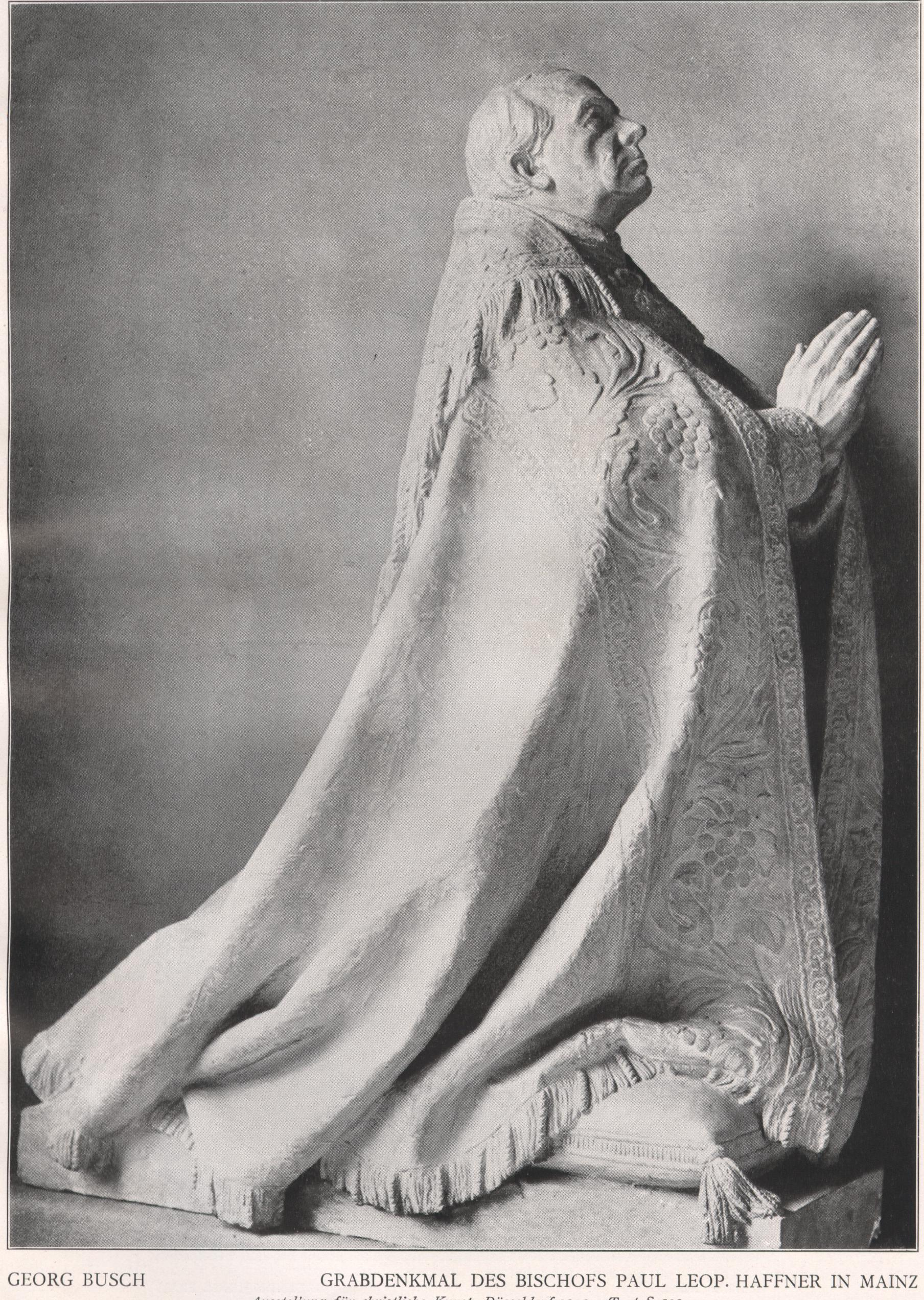
Monument funéraire de Mgr Haffner dans la cathédrale de Mayence, réalisé en 1901 par le professeur (1862-1943)

Pour les articles homonymes, voir Haffner.
Mgr Paul Leopold Haffner (né le 21 janvier 1829 à Horb am Neckar ; décédé le 2 novembre 1899 à Mayence) est évêque de Mayence de 1886 à sa mort en 1899.

## Biographie
Après ses études de théologie à Tübingen, Paul Leopold Haffner reçoit l'ordination sacerdotale le 10 août 1852, alors qu'il était répétiteur au foyer Wilhelmsstift (de) de Tübingen. En 1855 il est nommé professeur ordinaire de philosophie au séminaire de Mayence. En 1866 il devient vicaire général de l'évêque de Mayence. En 1877 il est mis à la retraite avancée du fait du Kulturkampf.
Après une vacance du siège de l'évêché de Mayence de neuf ans due au Kulturkampf, P.L. Haffner est nommé évêque de Mayence en 1886 et est consacré évêque le 25 juillet 1886 par l'évêque de Limburg d'alors, qui deviendra ensuite archevêque de Fribourg-en-Brisgau, Christian Roos (de), avec comme co-consécrateurs Franz Leopold von Leonrod et Michael Felix Korum (de).
Comme évêque de Mayence, Paul Leopold Haffner est membre ex officio de la première chambre des États du grand-duché de Hesse (de) de 1887 à 1899. Il obtient ainsi une révision de la législation de la Hesse envers l'Église.
Il est très actif comme orateur et comme écrivain au service de l'Église catholique romaine, et un orateur très demandé pour les rassemblements catholiques. En 1880, il participe aux journées antisémites de Friedrich Karl Konstantin von Fechenbach à Francfort.
Lors de ses funérailles, selon le Grünstadter Zeitung (n° 264, 9 novembre 1899, il est accompagné d'un cortège de plus de 10 000 personnes, où l'on compte les évêques de Fribourg, Mgr Noerber (de), de Limburg, Mgr Willi (de), de Fulda, Mgr Endert (de), de Rottenburg, Mgr Keppler (de), de Wurtzbourg, Mgr Schloer, l'évêque auxiliaire de Münster, Mgr von Galen (de), l'abbé de Marienstatt (de), et des personnalités civiles.

## Succession apostolique
Paul Leopold Haffner a ordonné les évêques suivants :
- Évêque Hermann Joseph Schmitz (de) (1893)
- Évêque Dominikus Willi (de), O.Cist. (1898)
- Archevêque Thomas Nörber (de) (1898)

## Société Görres
Comme cofondateur de la Société Görres, de la Fédération des brochures catholiques (katholischen Broschürenverein) et éditeur des Frankfurter zeitgemäßen Broschüren, il a laissé quelques essais :
- Goethes Faust als Wahrzeichen moderner Kultur (Goethe comme référence de la culture moderne), 1879
- La comtesse Ida Hahn-Hahn, 1880
- Goethes Dichtungen auf sittlichen Gehalt geprüft (Goethe sous l'angle moral), 1881
- Voltaire und seine Epigonen, 1884

## Œuvres
- (de) Grundlinien der Philosophie als Aufgabe, Geschichte und Lehre : Zur Einleitung in die philosophischen Studien, vol. 2, Mayence, Kirchheim, 1881–1883
- (de) Die deutsche Aufklärung, Mayence, 1864, 3e éd.
- (de) Der Materialismus in der Kulturgeschichte, Mayence, 1865
- (de) Eine Studie über G. E. Lessing, Cologne, 1878, 2e éd.